# Neu-Wien

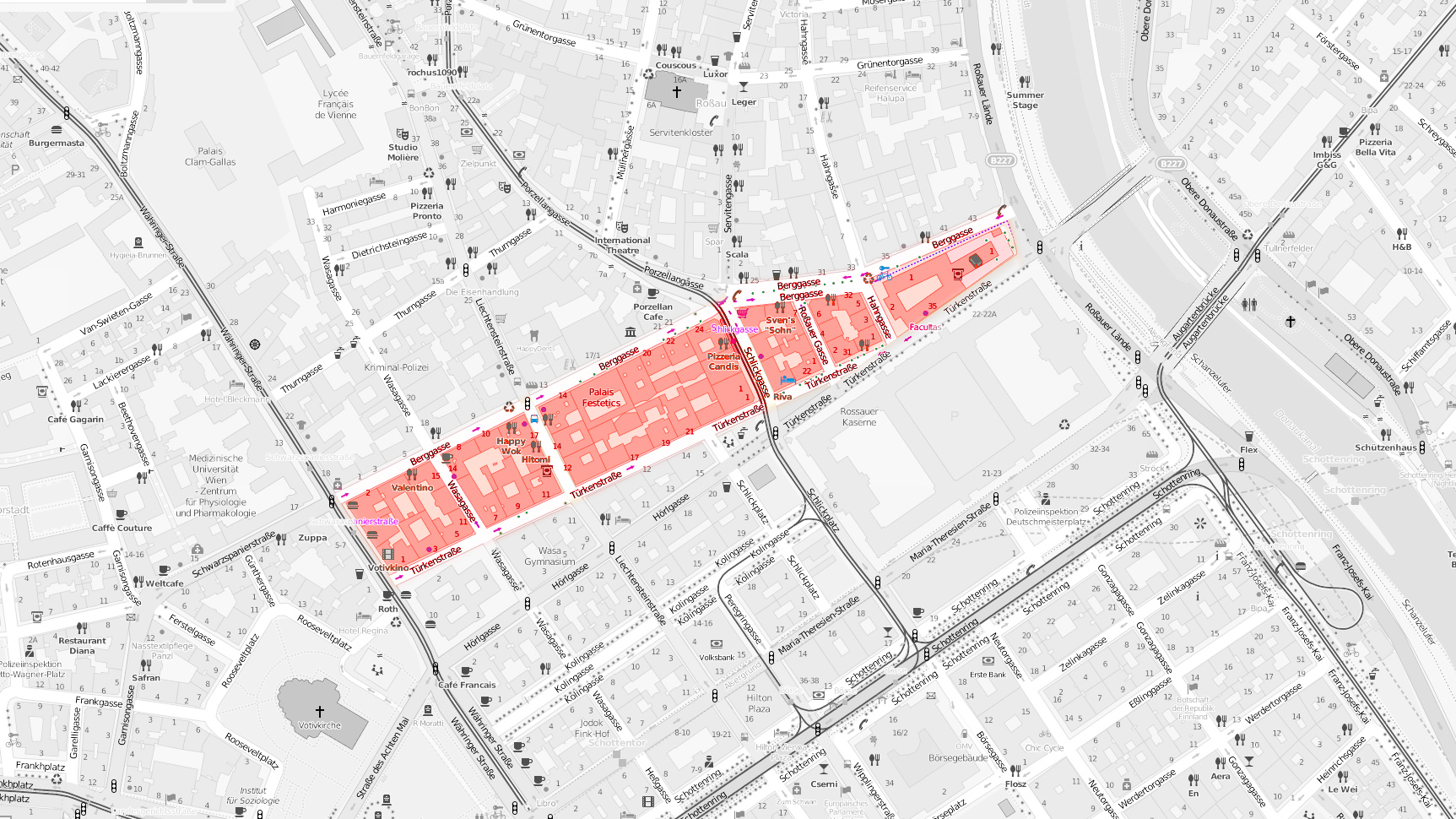
Neu-Wien (farbig) auf einem modernen Stadtplan

Der Stadtteil Neu-Wien im 9. Wiener Gemeindebezirk Alsergrund wurde als „kleine Stadterweiterung“ 1853 angelegt.

## Geschichte

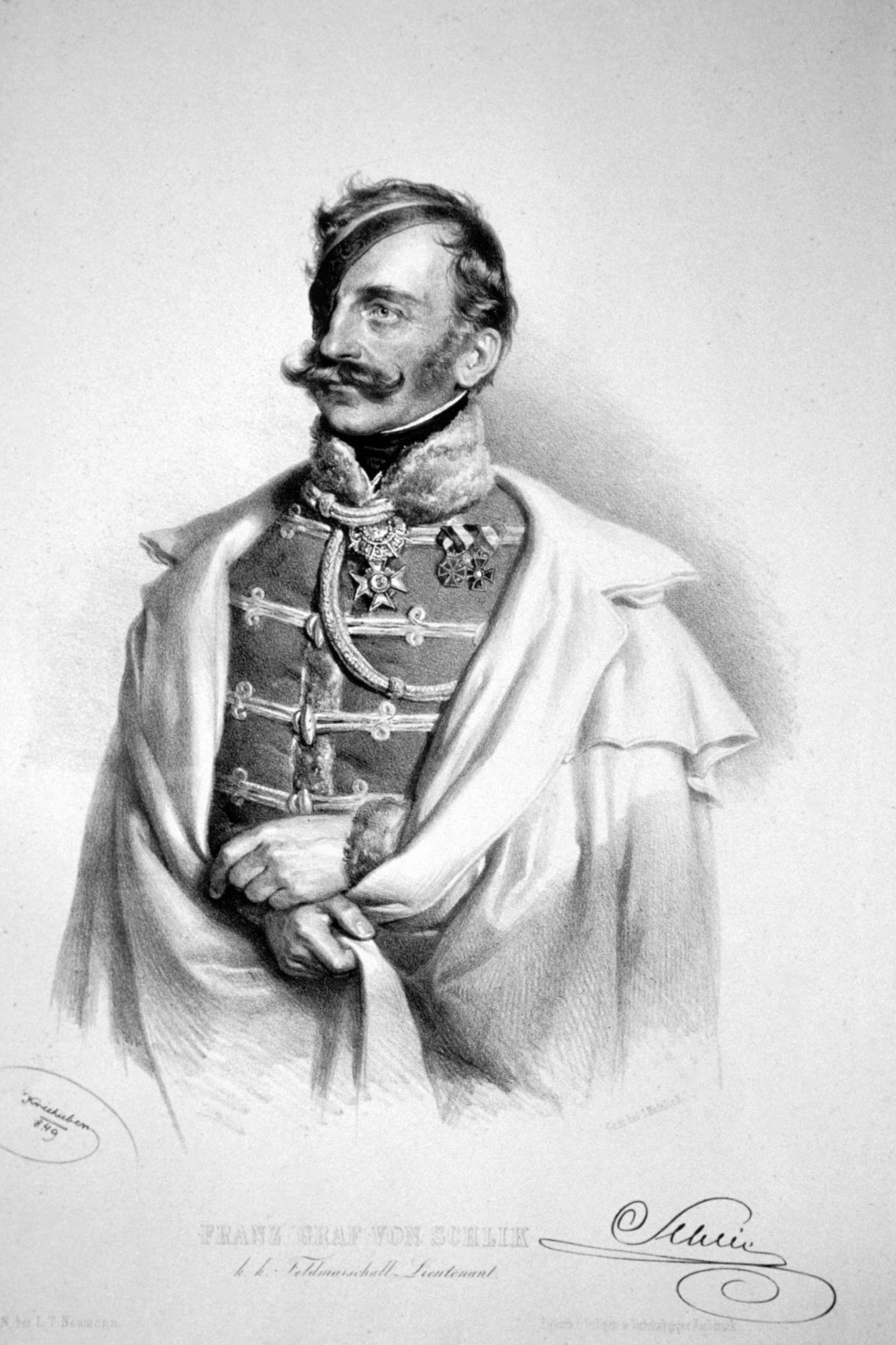
Franz Graf von Schlik, 1849

Bis zum Jahr 1853 bildete die Berggasse (damals: An der Berg-Strasse) am Alsergrund die Grenze des Glacis. Nur die nördliche Straßenfront mit den ungeraden Hausnummern war verbaut. Anfang der 1850er-Jahre hatte das Kriegsministerium hohen Geldbedarf wegen des Baus des Arsenals und der Franz-Josefs-Kaserne. Im September 1853 verschob die k.k. General-Genie-Direktion des Heeres die Grenze des Glacis um knapp 100 Meter nach Süden, bis zur heutigen Türkenstraße. Die dadurch gewonnene Fläche zwischen Berggasse und Türkenstraße wurde parzelliert und versteigert. Das Areal wurde Neu-Wien genannt. Die Neubaufläche hatte eine Größe von 60.000 m² und war in sechs Baublöcke unterteilt.

## Verbauung
Die Verbauung erstreckte sich zunächst von der Währinger Straße bis zur heutigen Schlickgasse. Der erste Ansiedler war der General der Kavallerie Franz Schlik zu Bassano und Weißkirchen, der sich 1856–1858 an der Türkenstraße 25 nach Plänen des Architekten Carl Tietz sein Palais Schlick erbauen ließ. Von 1270 bis 1788 stand an dieser Stelle der Rabenstein, das „Wiener Hochgericht“. Die Hinrichtungsstätte bestand aus einer runden Ziegelbauterrasse, auf der die Verurteilten gerichtet wurden. Nach General Schliks Tod 1862 wurde noch im selben Jahr die Schlickgasse nach ihm benannt, zehn Jahre später auch der Schlickplatz.
Die Anlage von Neu-Wien war eine Generalprobe für die Wiener Stadterweiterung, die dann wenig später begann. Innenminister Alexander von Bach beobachtete daher die Vorgänge in Neu-Wien genau. Hier konnte Erfahrung gesammelt werden, wie Brachland in lukrativen Baugrund umgewandelt werden kann, und vor allem welche Preise realistischerweise zu erzielen wären.

## Gebäude

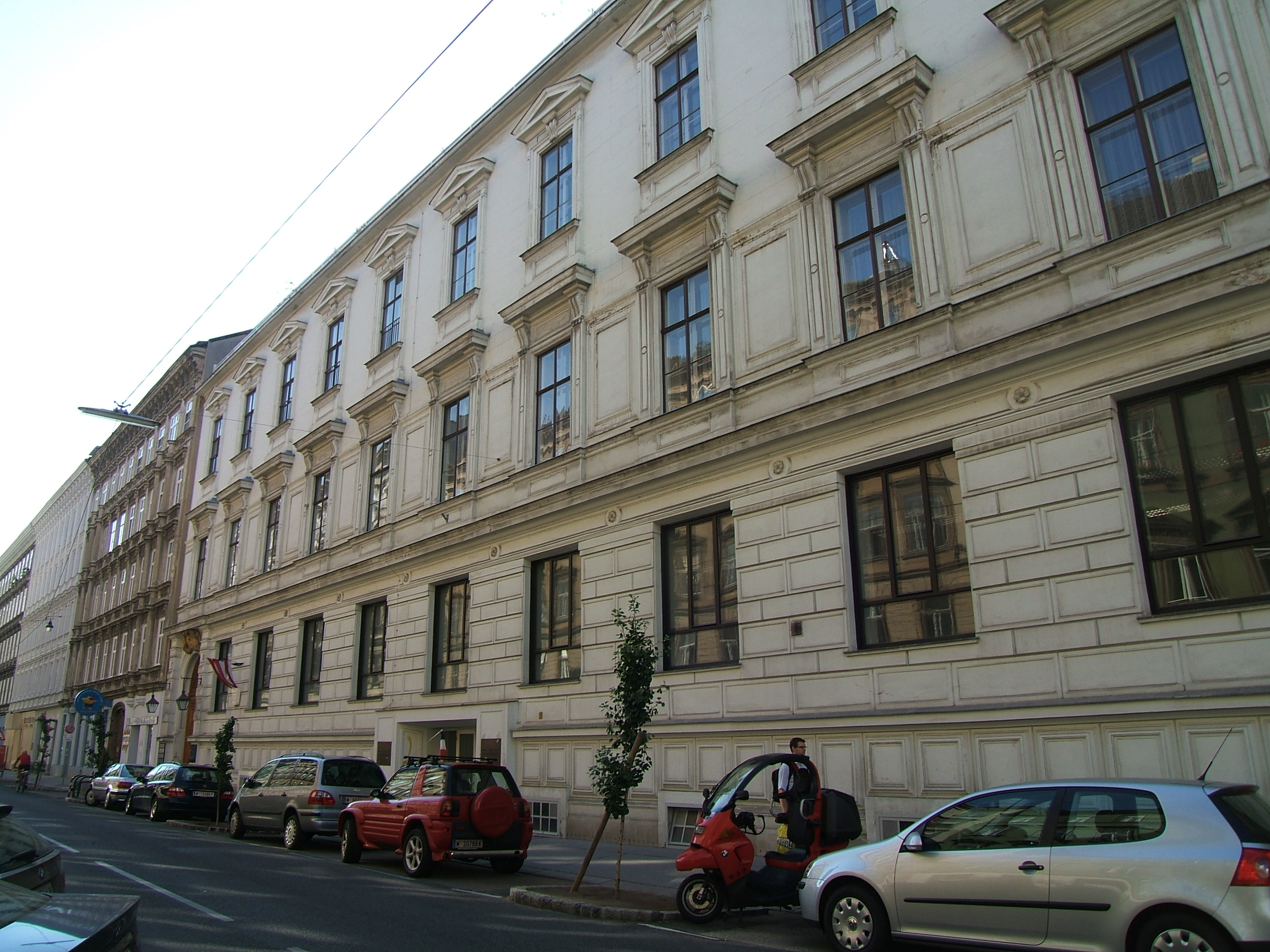
Palais Festetics

### Berggasse 16: Palais Festetics
Das Palais wurde 1858 im Stil der Neu-Wiener Renaissance vom Architektenduo Johann Julius Romano (1818–1882) und August Schwendenwein (1817–1885) für Eugénie Gräfin Festetics von Tolna (1826–1894) erbaut.

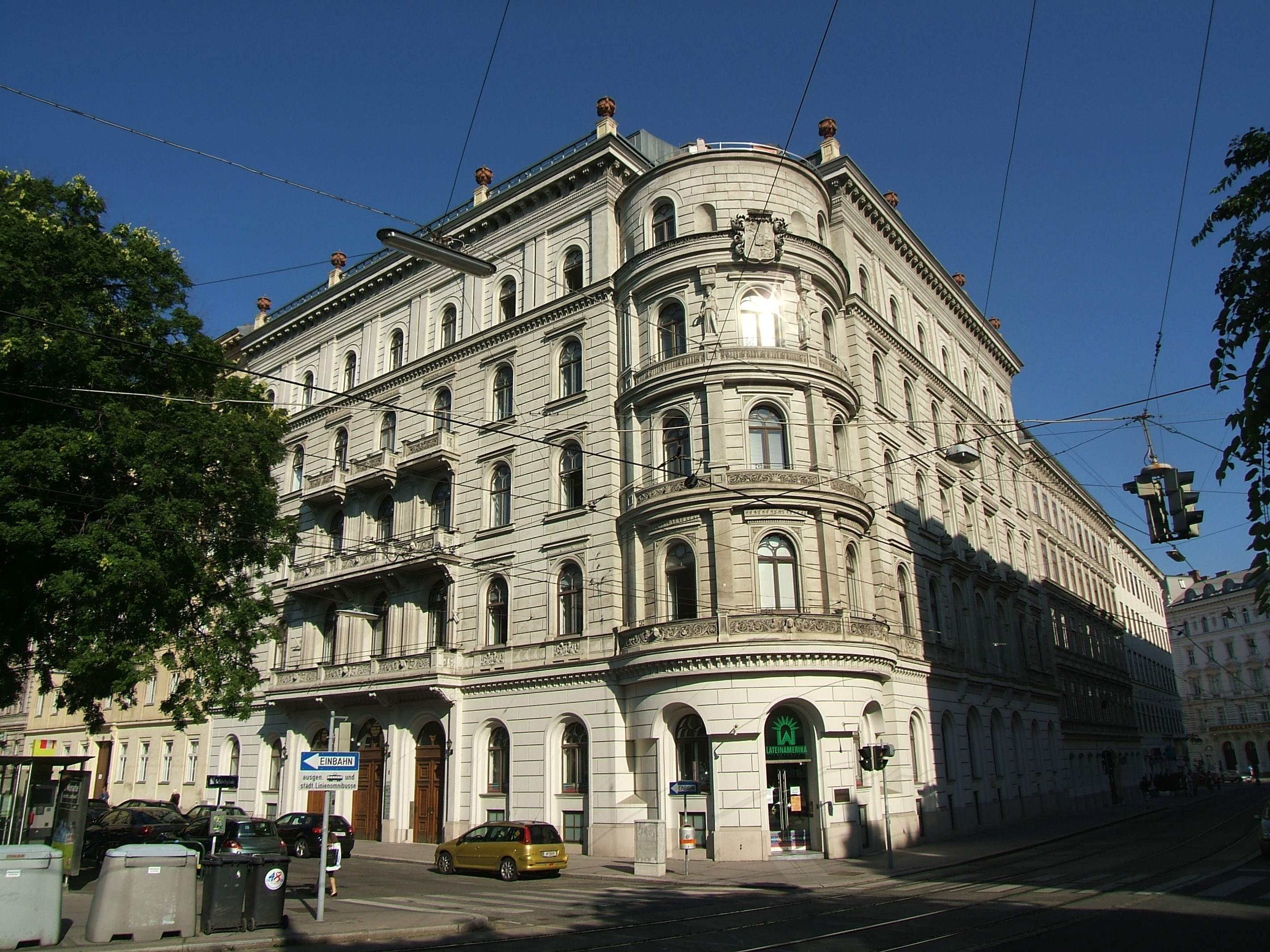
Palais Schlick

### Türkenstraße 25 / Schlickgasse 1: Palais Schlick
Vom Architekten Carl Tietz und Stadtbaumeister Anton Grünn errichtetes Stadtpalais im Stil des Frühhistorismus. Das fünfgeschoßige Eckhaus weist mit dem runden Eckturm eine architektonische Besonderheit auf.

### Berggasse 34 / Türkenstraße 35 / Hahngasse 2 / Oskar-Morgenstern-Platz 1: Uni Wien Rossau
Seit 1404 gibt es in Wien einen „Tandelmarkt“ für den Handel mit gebrauchten Kleidungsstücken und diversen Gebrauchsgegenständen. Sein Standort verschob sich im Lauf der Jahrhunderte. Am 17. April 1863 beschloss der Wiener Gemeinderat, den zwischen Wienfluss und Am Heumarkt gelegenen Tandelmarkt (heutiger Bereich: Schwarzenbergplatz–Konzerthaus) aufzulassen und an das Rossauer Glacis zu verlegen. Von den am Wienfluss niedergelassenen 330 Trödlern fanden sich nur 200 (mit finanzieller Unterstützung der Kommune) bereit, ein Grundstück im Südteil von Neu-Wien, zwischen der Rossauer Kaserne und dem Polizeigebäude Rossauer Lände zu erwerben. Der Architekt Emil Förster (1838–1909) errichtete hier 1864 einen eingeschoßigen Hallenbau mit Rundbogen nach der Art eines orientalischen Bazars für (durchgehend fensterlose) 200 Läden (Gewölbe). Um Schäden von dem häufig Hochwasser führenden nahen Donaukanal hintanzuhalten, wurde der Bauplatz um ca. 2,5 Meter aufgeschüttet; der dem Donaukanal nächstgelegene Zugang erfolgte über eine Treppenanlage im Bereich des ehemaligen k.k. Mauthhauses (k.k. Wasser-Zollamt, volksmündlich: Lampelmauth). Erschlossen wurde die Marktanlage durch acht Gänge an der Schmal- und dreizehn an der Längsseite. Die Zuteilung der Gewölbe erfolgte in einer von einem Waisenkind ausgeführten Losziehung. Der Markt nahm mit dem Michaelistag 1864 (29. September) den Betrieb (zumindest teilweise) auf.
Die Markthalle wurde 1944 durch Bombentreffer schwer beschädigt und schließlich abgerissen.
Der Architekt Franz Schuster errichtete an dieser Stelle 1955 ein Bürohochhaus, das ursprünglich der Pensionsversicherung der Arbeiter diente. Der Architekturkritiker Friedrich Achleitner meinte: „Insgesamt spiegelt der Bau die selbstsichere Hilflosigkeit des Funktionalismus der fünfziger Jahre gegenüber der historischen Stadt wider“. Von 2011 bis 2013 wurde das Gebäude renoviert und umgebaut. Es dient nun als Uni Wien Rossau mit der Adresse Oskar-Morgenstern-Platz 1 (OMP1) der Universität Wien und beherbergt die Fakultäten für Mathematik und für Wirtschaftswissenschaften. Auf 30.000 m² Nutzfläche sind 2500 Studenten und 800 Universitätsmitarbeiter untergebracht, der große Hörsaal hat 400 Sitzplätze.
Der Platz zwischen dem Gebäude und der Rossauer Brücke wurde 2012 durch die Stadt Wien Oskar-Morgenstern-Platz benannt, nach dem Wirtschaftswissenschaftler Oskar Morgenstern (1902–1977), einem der Begründer der Spieltheorie.